# Vassilikí Thanu
Vassilikí Thanu-Khristofilu (Calcis, Grècia, 1950) és una jutgessa grega, primera dona en la història a assumir el càrrec de primer ministre de Grècia, tot i que de manera transitòria, el 27 d'agost del 2015.
El nomenament d'un Govern interí és necessari a Grècia quan la dissolució del Parlament es produeix a conseqüència de la dimissió d'un primer ministre. Poc abans de dissoldre el Parlament per la dimissió, el 20 d'agost, d'Alexis Tsipras, el dia 28 el president Prokopis Pavlópulos va prendre jurament als ministres del govern transitori del país amb Vassilikí Thanu, que ja havia pres possessió del seu càrrec el dia abans, com a primera ministra. El seu mandat hauria de durar fins a la celebració de les eleccions parlamentàries gregues convocades per al 20 de setembre de 2015, segons decret del mateix president.
Vassilikí Thanu és presidenta de la Cort de Cassació, un dels tres tribunals suprems de Grècia, des de l'1 de juliol del 2015, i la jutgessa de més antiguitat a Grècia en el moment de ser nomenada primera ministra.